# Salih ibn Tarif
Salih ibn Tarif (arab. صالح بن طريف Ṣāliḥ ibn Tarīf) był drugim władcą berberyjskiego królestwa Berghuata i prorokiem nowej wiary, która nie zachowała się do naszych czasów. Wstąpił na tron w 744 roku n.e.
Według arabskiego historyka Ibn Chalduna, Salih przedstawił księgę zawierającą rzekome objawienie od Boga, złożoną z 80 rozdziałów poświęconych postaciom biblijnym, zwierzętom i "cudom świata". Berberowie recytowali fragmenty tej księgi podczas modlitw. Księga zwana była Koranem (po berberyjsku Leqran), ale w przeciwieństwie do Koranu Mahometa była pisana po berberyjsku. Salih stworzył również własny system prawny i dlatego zwany był "Salih al-Muminin" (Odnowicielem Wiary). Przejawiał również ponoć zdolności parapsychiczne.
Określał się jako Mahdi i mówił, że Jezus modliłby się z nim, gdyby żył jeszcze na Ziemi. Nadał sobie liczne imiona, obok arabskiego Salih również syryjskie Malik, "adżamskie" (perskie) Alim, hebrajskie Rubja i berberyjskie Werba.
Gdy ukończył 47 lat, udał się na wschód poza granicę Berghuaty i obiecał, że wróci za rządów siódmego króla. Nakazał swemu synowi Iljasowi ukrywać swą wiarę, popierać kalifa i ujawnić się, dopiero gdy potęga muzułmańska osłabnie.
Zasady wiary Saliha obejmowały karę śmierci za kradzież, nieograniczone wielożeństwo, rozwody na życzenie, post w miesiącu radżab zamiast ramadanu, a także dziesięć obowiązkowych modlitw dziennie.
Muzułmanie uważali Saliha ibn Tarifa za heretyka; politycznie rzecz biorąc, ustanowienie nowej religii miało uwiarygodnić jego władzę. Niektórzy Berberowie uważają go za bohatera narodowego, ponieważ sprzeciwiał się panowaniu arabskich Umajjadów. Jego religia została ostatecznie zniszczona przez Almorawidów w XI wieku i dziś Berberowie wyznają islam.